# Deutscher Historikertag

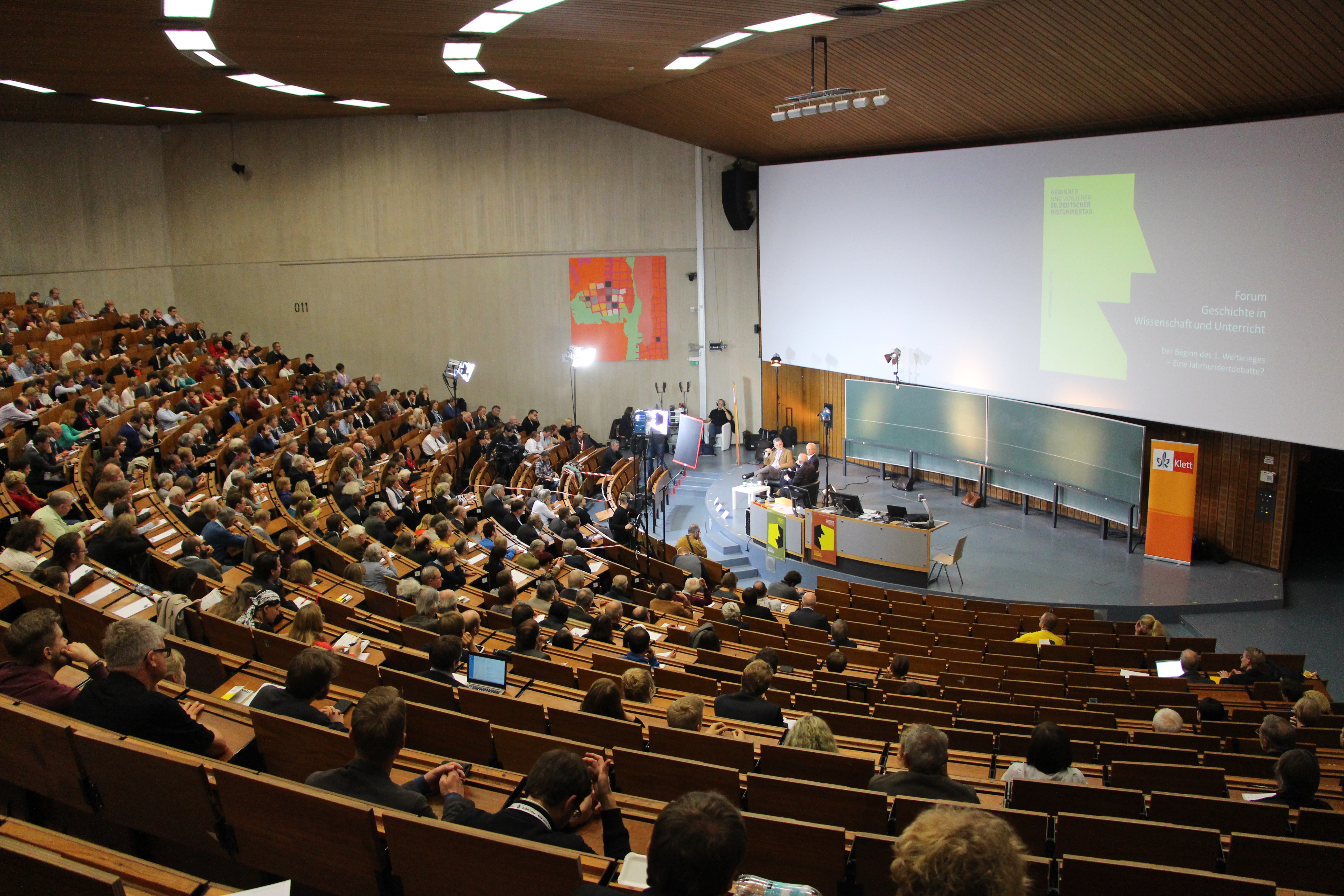
Podiumsdiskussion mit Christopher Clark und Gerd Krumeich auf dem Göttinger Historikertag 2014

Der Deutsche Historikertag ist mit derzeit durchschnittlich 2.500 bis 3.500 internationalen Teilnehmern einer der größten geisteswissenschaftlichen Fachkongresse Europas.

## Beschreibung
Der Deutsche Historikertag findet alle zwei Jahre an einer deutschsprachigen Universität statt und versammelt Fachwissenschaftler, Geschichtslehrer, Studierende, Journalisten und historisch Interessierte. Veranstalter ist der Verband der Historiker und Historikerinnen Deutschlands (VHD) in Kooperation mit dem Verband der Geschichtslehrer Deutschlands.
Der Historikertag steht seit 1986 unter einem aktuelle Entwicklungen in Wissenschaft und Gesellschaft aufgreifenden Leitthema. Gastgeber sind Vertreter des Faches Geschichte an wechselnden deutschen Universitäten. Zahlreiche Fachsektionen, Podiumsdiskussionen, Arbeitsgruppentreffen sowie ein orts- und themenspezifisches Rahmenprogramm sollen den wissenschaftlichen Austausch und die Vernetzung von Lehrenden und Forschenden an Universitäten, außeruniversitären Forschungseinrichtungen und Schulen, aber auch darüber hinaus fördern. 
Eine Besonderheit ist das für Wissenschaftstagungen ungewöhnliche Interesse der Politik. So wurden die Tagungen bereits von amtierenden Bundeskanzlern (1978 Helmut Schmidt, 2010 Angela Merkel), Bundespräsidenten (1976 Walter Scheel, 1988 Richard von Weizsäcker, 1996 Roman Herzog, 2002 Johannes Rau, 2008 Horst Köhler, 2014 Joachim Gauck, 2023 Frank-Walter Steinmeier), Bundestagspräsidenten (1990 Rita Süssmuth, 2006 Norbert Lammert, 2018 Wolfgang Schäuble) und Außenministern (2016 Frank-Walter Steinmeier) eröffnet.

## Geschichte
Die „Erste Versammlung Deutscher Historiker“ fand Ostern 1893 in München statt, bei der Wissenschaftler und Schulpraktiker gemeinsam gegen den neuen preußischen Geschichtslehrplan von 1892 protestierten. Danach fanden die Historikertage unregelmäßig alle ein bis zwei Jahre in deutschen (und bis 1927 auch in österreichischen) Städten statt. Von 1913 bis 1924 und von 1937 bis 1949 gab es – bedingt durch die beiden Weltkriege – eine Pause. In der NS-Zeit traten die Historiker nur ein einziges Mal 1937 in Erfurt zusammen. Der erste Historikertag nach dem Zweiten Weltkrieg fand „mit über 230 auswärtigen Teilnehmern“ statt. Seit 1970 gibt es einen zweijährigen Rhythmus der Historikertage. Seit 1984 wird jeder Historikertag vom Veranstalter unter ein Leitthema gestellt, seit dem Kieler Historikertag 2004 werden zudem Partnerländer ernannt. Seither werden auf den Historikertagen auch nach Hedwig Hintze und Carl Erdmann benannte Preise des VHD für Dissertationen und Habilitationsschriften verliehen, und es wurde anschließend immer üblicher, dass gerade Nachwuchswissenschaftlern auf den Historikertagen ein Forum geboten wird. Der Münchner Historikertag 2021 fand aufgrund der COVID-19-Pandemie nicht nur ein Jahr später statt als ursprünglich geplant, sondern erstmals in seiner Geschichte auch digital. Seit dem Jahr 2021 wird durch den VHD und die verbandsinterne AG Digitale Geschichtswissenschaft auch der Peter-Haber-Preis, benannt nach dem Schweizer Historiker Peter Haber, für die innovative Nutzung digitaler Methoden in der Geschichtswissenschaft vergeben. Für den Historikertag in Leipzig 2023 wurde kein Partnerland nominiert. Der Historikertag 2025 wird mit dem Themenschwerpunkt „Dynamiken der Macht“ in Bonn stattfinden.

## Begleitprogramm
Das wissenschaftliche Kernprogramm der Historikertage besteht aus Sektionen, um das sich in der Regel ein umfangreiches Begleit- und Rahmenprogramm spannt. Ergebnisse und zentrale Reden werden in Berichtsbänden veröffentlicht. An der jeweiligen Universität kümmert sich ein Ortskomitee um die Organisation der Veranstaltung. Über die Auswahl der Sektionen und die Vergabe der beiden Historikerpreise entscheidet der Ausschuss des VHD. Auf jedem Historikertag gibt es zusätzlich zum regulären Programm auch immer eine Fachausstellung, die über die gesamte Länge des Kongresses von den Teilnehmenden besucht werden kann. Diese Fachausstellung gibt kleineren und größeren Buchverlagen, Stiftungen, Forschungsinstituten und verschiedenen Initiativen die Möglichkeit sich selbst und ihre aktuellen Projekte vorzustellen.

## Historikertage seit 1893

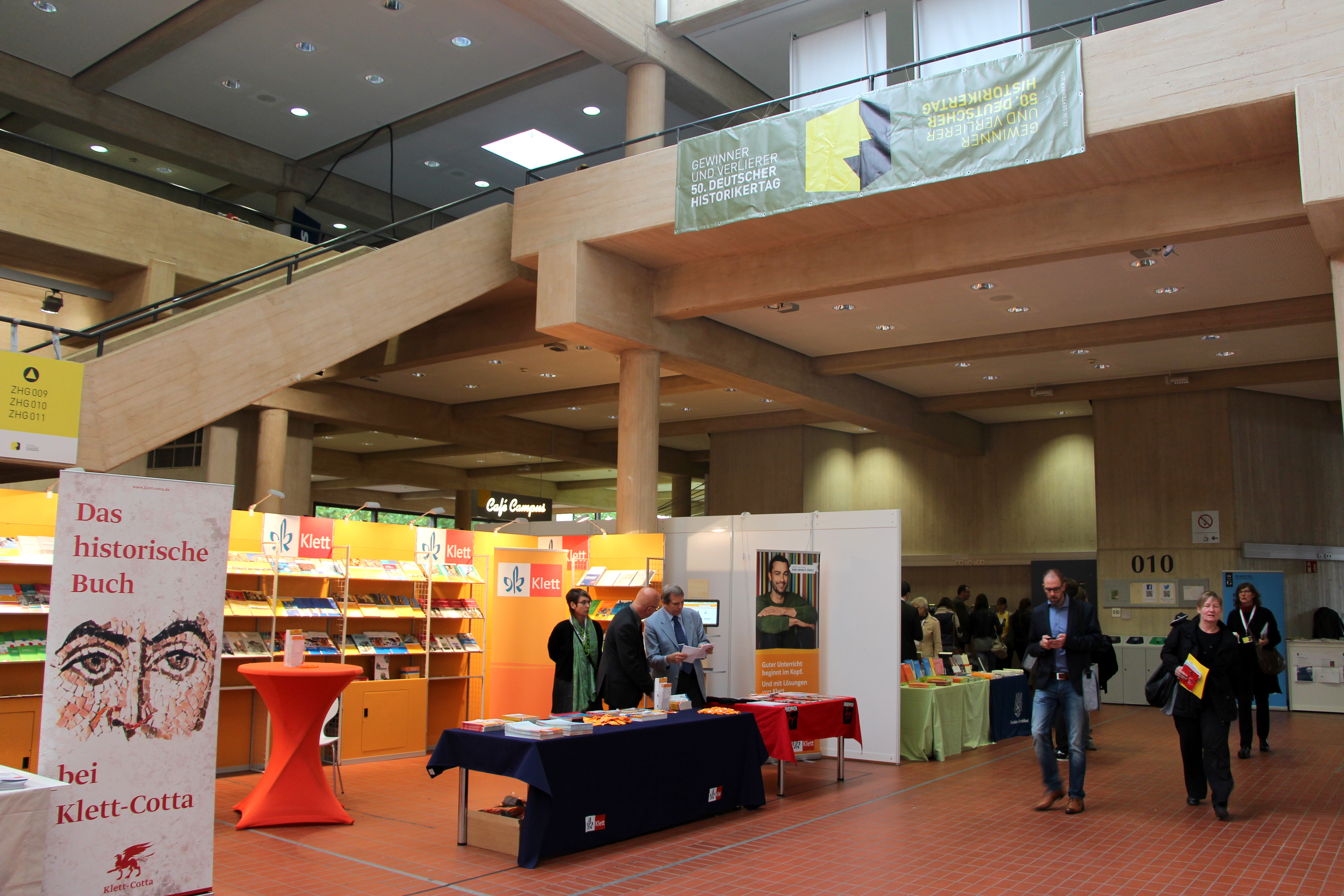
Universitätsgebäude mit Verlagsständen, Göttinger Historikertag 2014

| Nr. | Tagungsort           | Jahr | Anmerkungen / Tagungsthema |
| --- | -------------------- | ---- | --- |
| 1.  | München              | 1893 | Die „Erste Versammlung Deutscher Historiker“ von Wissenschaftlern und Schulpraktikern galt dem Protest gegen den neuen preußischen Geschichtslehrplan von 1892, der das Schulfach auf Betreiben Kaiser Wilhelms II. im nationalen und antisozialistischen Sinne einzuspannen versuchte. |
| 2.  | Leipzig              | 1894 | |
| 3.  | Frankfurt am Main    | 1895 | |
| 4.  | Innsbruck            | 1896 | |
| 5.  | Nürnberg             | 1898 | |
| 6.  | Halle an der Saale   | 1900 | |
| 7.  | Heidelberg           | 1903 | |
| 8.  | Salzburg             | 1904 | |
| 9.  | Stuttgart            | 1906 | |
| 10. | Dresden              | 1907 | |
| 11. | Straßburg            | 1909 | |
| 12. | Braunschweig         | 1911 | |
| 13. | Wien                 | 1913 | |
| 14. | Frankfurt am Main    | 1924 | |
| 15. | Breslau              | 1926 | |
| 16. | Graz                 | 1927 | |
| 17. | Halle an der Saale   | 1930 | |
| 18. | Göttingen            | 1932 | |
| 19. | Erfurt               | 1937 | Der einzige Historikertag während des „Dritten Reiches“ stand im Spannungsfeld von traditionellem Gelehrtentreffen und neuer NS-Geschichtswissenschaft. |
| 20. | München              | 1949 | |
| 21. | Marburg              | 1951 | |
| 22. | Bremen               | 1953 | |
| 23. | Ulm                  | 1956 | |
| 24. | Trier                | 1958 | |
| 25. | Duisburg             | 1962 | |
| 26. | Berlin               | 1964 | |
| 27. | Freiburg im Breisgau | 1967 | |
| 28. | Köln                 | 1970 | |
| 29. | Regensburg           | 1972 | |
| 30. | Braunschweig         | 1974 | |
| 31. | Mannheim.            | 1976 | |
| 32. | Hamburg              | 1978 | |
| 33. | Würzburg             | 1980 | |
| 34. | Münster              | 1982 | |
| 35. | Berlin               | 1984 | |
| 36. | Trier                | 1986 | „Räume der Geschichte – Geschichte des Raums“ |
| 37. | Bamberg              | 1988 | |
| 38. | Bochum               | 1990 | „Identitäten in der Geschichte“ |
| 39. | Hannover             | 1992 | „Europa – Einheit und Vielheit“ |
| 40. | Leipzig              | 1994 | „Lebenswelt und Wissenschaft“ |
| 41. | München              | 1996 | „Geschichte als Argument“ |
| 42. | Frankfurt am Main    | 1998 | „Intentionen – Wirklichkeiten“ |
| 43. | Aachen               | 2000 | „Eine Welt – eine Geschichte?“ |
| 44. | Halle an der Saale   | 2002 | „Traditionen – Visionen“ |
| 45. | Kiel                 | 2004 | „Kommunikation und Raum“, Partnerländer: Polen und die drei baltischen Republiken Estland, Lettland und Litauen |
| 46. | Konstanz             | 2006 | „GeschichtsBilder“, Partnerland: Schweiz |
| 47. | Dresden              | 2008 | „Ungleichheiten“, Partnerland: Tschechische Republik |
| 48. | Berlin               | 2010 | „Über Grenzen“, Partnerland: USA |
| 49. | Mainz                | 2012 | „Ressourcen-Konflikte“, Partnerland: Frankreich |
| 50. | Göttingen            | 2014 | „Gewinner und Verlierer“, Partnerland: Großbritannien |
| 51. | Hamburg              | 2016 | „Glaubensfragen“, Partnerland: Indien |
| 52. | Münster              | 2018 | „Gespaltene Gesellschaften“, Partnerland: Niederlande |
| 53. | München              | 2021 | „Deutungskämpfe“, Partnerland: Israel (Verschiebung von 2020 auf 2021 wegen der COVID-19-Pandemie) |
| 54. | Leipzig              | 2023 | „Fragile Fakten“ (kein Partnerland) |
| 55. | Bonn                 | 2025 | „Dynamiken der Macht“ |